# 鮑里斯·雷日
鲍里斯·鲍里索维奇·雷日（羅馬化：Boris Borisovich Ryzhiy；1974年9月8日—2001年5月7日），俄罗斯诗人、地质学家。雷日的一些诗文已被翻译成英语、意大利语、德语、荷蘭語和塞尔维亚语。2001年5月7日，雷日自杀身亡，享年26岁。他出生于車里雅賓斯克，但自1980年起一直居住在斯维尔德洛夫斯克（苏联解体后更名为葉卡捷琳堡）。

## 備注
1. ↑  姓氏可另外轉寫成“Ryzhii”或“Ryzhy”